# Conop, Arad
Conop (în maghiară: Konop) este satul de reședință al comunei cu același nume din județul Arad, la limita între regiunile istorice Banat și Crișana, România.

## Așezare
Localitatea Conop se află situată la poalele sudice ale
Munților Zărand, în culoarul Mureșului, la o distanță de 50 km față de municipiul Arad.

## Istoric
Prima atestare documentară a localității Conop datează din anul 1506. 

## Economia
Economia cunoaște în prezent o dinamică puternică, cu creșteri importante semnalate în toate sectoarele de activitate, Conop este cunoscută ca un important bazin pomicol al regiunii.

## Turism
Conop poate deveni și un areal de atracție turistică prin punerea în valoare a potențialului antropic și natural de care dispune. Dintre cele mai importante obiective turistice puse sub protecție se poate aminti și conacul "Ștefan Cicio-Pop" din Conop, construit la sfârșitul secolului al XVIII-lea - azi școală generală

## Persoane importante locale
Arheologul Vasile Boroneanț, considerat a fi " patriarhul cercetărilor moderne de paleontologie s-a născut în anul 1930  în localitatea Conop.